# Gustav Meyer (nyelvész)
Gustav Meyer (Groß Strehlitz (Porosz-Szilézia), 1850. november 25. – Graz, 1900. augusztus 28.) német nyelvész.

## Életrajza
Tanulmányait Boroszlóban végezte, gothai gimnáziumi tanár, majd prágai, később grazi egyetemi tanár lett. Különösen a görög és az albán nyelvvel foglalkozott; nyelvészeti és népismei tanulmányok céljából többszörösen beutazta Európa délkeleti részeit. Igen sokoldalú, alapos tudós volt, a népszerű előadásnak is mestere.

## Művei
- De nominibus graecis compositis (1871)
- Die mit Nasalen gebildeten Praesensstämme (1873)
- Zur Geschichte der indogermanischen Stammbildung und Declination (1875)
- Griechische Grammatik (1880)
- Albanesische Studien (1883)
- Essays und Studien zur Sprachgeschichte und Volkskunde (1885)
- Reiseskizzen aus Griechenland und Italien (1886)
- Albanesische Grammatik mit Lesestücken und Glossar (1888)
- Etymologisches Wörterbuch der alban. Sprache (1891)
- Griechische Volkslieder in deutscher Nachbildung (1890)
- Türkische Studien (1893)
- Neugriechische Studien (1894)